# Anima persa
Anima persa è un film del 1977, diretto da Dino Risi, tratto dal romanzo Un'anima persa di Giovanni Arpino.

## Trama
Tino Zanetti va ad abitare temporaneamente a casa degli zii Fabio ed Elisa a Venezia per frequentare una scuola d'arte. Quasi subito Tino si accorge che nella grande e antica casa, con zone ancora da ristrutturare, c'è qualcosa di strano: rumori provenienti dal piano di sopra di cui nessuno vuole spiegare la ragione, qualcuno che suona il pianoforte di notte e soprattutto il comportamento degli zii con il loro strano e distante rapporto. Dopo varie insistenze, Elisa confessa al nipote che nella zona superiore della casa vive il fratello di Fabio, alienato mentale, che vive nella più bieca disperazione: l'uomo si sente responsabile della tragica morte di Beba, primogenita di Elisa, morta oramai da molto tempo all'età di dieci anni. Tino è sconvolto dalla notizia. Non riesce però a rintracciare la tomba della piccola Beba. Solo al termine - quando, in un confronto con Tino nella soffitta, Fabio chiama a gran voce il nome "Beba" e si presenta Elisa, vestita in abiti infantili - Tino capisce che il fratello di Fabio non esiste e che l'alienato che suona il pianoforte altri non è che Fabio stesso, l'ingegnere, il professore e l'innamorato di quella bambina, Beba, ovvero Elisa, ormai cresciuta e per lui morta. Tino abbandona la città e il ricordo degli zii.